# The Beauty and the Tragedy
The Beauty and the Tragedy è l'album di debutto dei Trading Yesterday, pubblicato il 15 maggio 2004.

## L'album
L'album contiene 12 tracce, scritte perlopiù da David Hodges e Mark Colbert. Le tracce World on Fire e For You Only vengono dal repertorio solista di Hodges, pubblicate rispettivamente nei suoi album The Light e The Genesis Project, entrambi del 2003.
Dopo la separazione del gruppo dall'etichetta Epic Records, avvenuta il 30 novembre 2005 per motivi mai dichiarati, il gruppo ristampò l'album rilasciandolo nuovamente il 25 febbraio 2006.

## Tracce
Tutti i brani sono stati scritti e composti da David Hodges e Mark Colbert, tranne dove specificato.
1. One Day – 3:54 (Hodges, Colbert, McMorran)
2. The Beauty & the Tragedy – 4:31
3. What I'm Dreaming of – 4:09
4. Nothing but Love – 3:24
5. She Is the Sunlight – 4:11
6. World on Fire – 4:31 (Hodges)
7. Love Song Requiem – 4:34
8. Desert Lands – 4:07
9. Elizabeth – 3:44
10. Shattered – 4:53
11. Beautiful – 4:03 (Hodges)
12. For You Only – 2:05 (Hodges)

## Formazione
- David Hodges – voce, tastiera, chitarra
- Steven McMorran – basso, cori
- Mark Colbert – batteria, percussioni